# Wadi Halfa

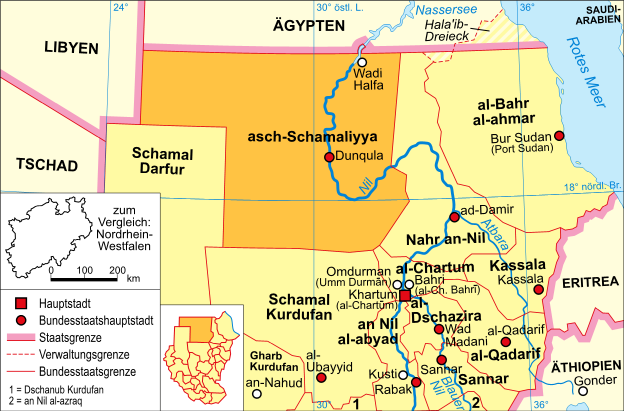
Wadi Halfa im Bundesstaat asch-Schamaliyya

Wadi Halfa (arabisch وادي حلفا Wādī Ḥalfā) ist eine Stadt im Norden des Sudan im Bundesstaat asch-Schamaliyya am Ostufer des Nubia-Sees, der den sudanesischen Teil des Nassersees bildet. Im Hafen werden Güter von und nach Ägypten umgeladen. Die Landgrenze zu Ägypten verläuft etwa 15 Kilometer nördlich der Stadt. Es besteht eine wöchentliche Schiffsverbindung mit Assuan.

## Geschichte

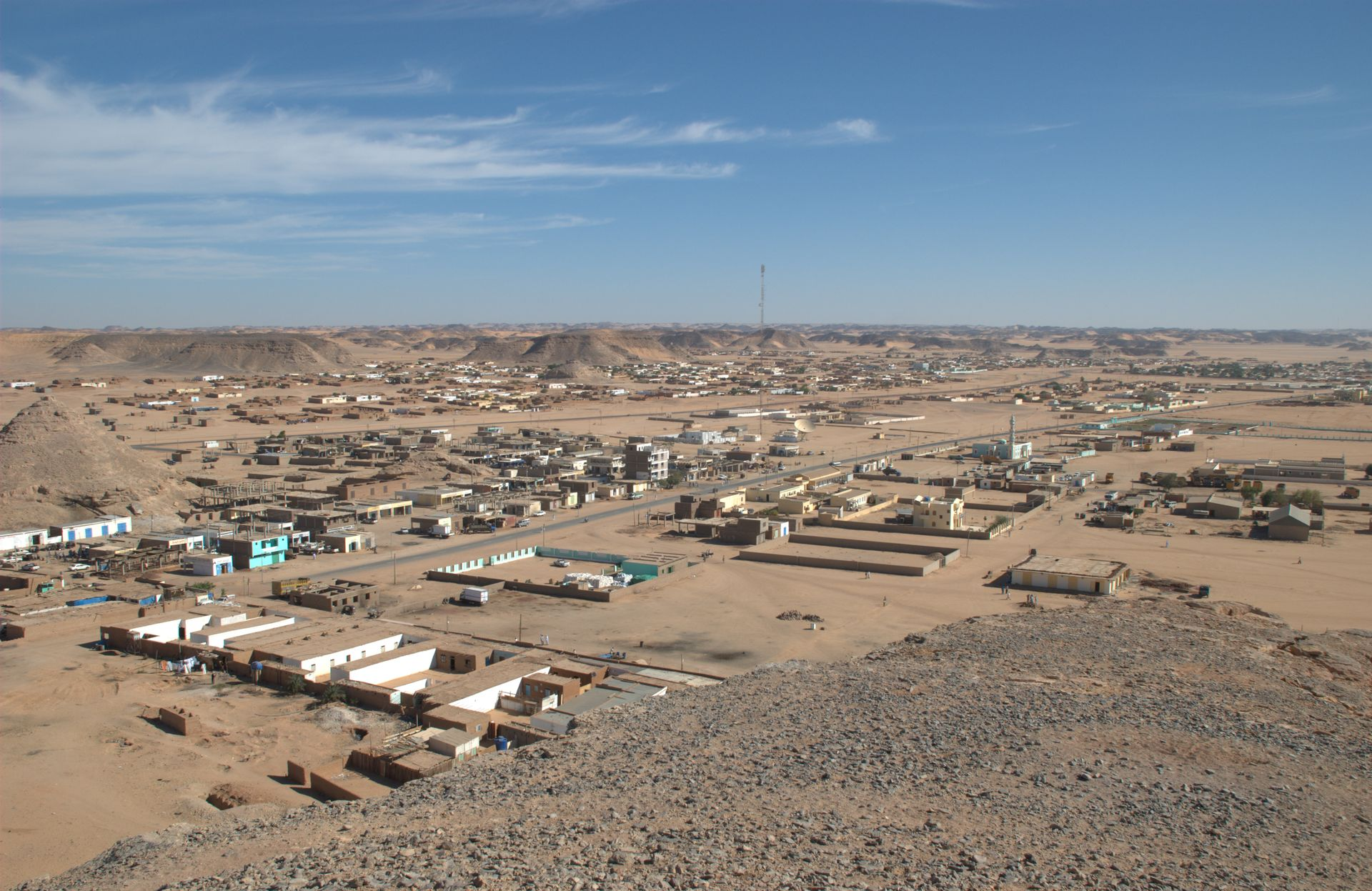
Stadtzentrum von Westen. Links der kompakte Marktbereich, gelbe Gebäude in Bildmitte: Einwanderungsbehörde

Wadi Halfa oder Halfa war jahrhundertelang ein wichtiger Handelsort und Nilhafen an der Nordgrenze des nubischen Kulturraumes. Der Ort lag etwa acht Kilometer nördlich des 2. Katarakts. Boote, die vom 1. Katarakt bei Assuan den Nil aufwärtsfuhren, legten hier an, bevor sie die nur bei hohem Wasserstand mögliche, schwierige Weiterfahrt nach Süden durch die Stromschnellen antraten.
Durch die Ausbreitung des Mahdi-Aufstandes im ägyptisch besetzten Sudan war Wadi Halfa zum südlichsten Außenposten Ägyptens geworden. 1885 richtete der britische Sirdar (Oberbefehlshaber) der ägyptischen Armee Grenfell gegen die Mahdisten einen Armeestützpunkt in Assuan und einen Außenposten in Wadi Halfa ein. Im Juni 1889 griff eine Armee der Mahdisten Wadi Halfa an. Grenfell konnte die Madhisten in der Schlacht von Toski besiegen und ihr Vordringen Richtung Ägypten stoppen. Während der gesamten Zeit ihrer Herrschaft über den Sudan (bis 1899) verblieben Wadi Halfa und Suakin am Roten Meer unter anglo-britischer Kontrolle. 
In den 1870er Jahren wurde mit dem Bau einer Bahnlinie von Wadi Halfa nilaufwärts begonnen. Anfangs für den Handel gedacht, wurde diese Bahnlinie bis Mitte der 1890er Jahre zur Zeit der Britische Herrschaft in Ägypten aus militärischen Gründen 54 Kilometer weit in Richtung Dongola gebaut. Endstation dieser Strecke war die Garnison in Ambigole. Diese beiden Orte wurden zum Ausgangspunkt für den Kampf gegen die Madhisten. Um von Wadi Halfa vordringen zu können, war eine effizientere Versorgung mit Nachschub Voraussetzung, da auf der direkten Wüstenroute nach Süden Kamele 13 Tage bis Abu Hamad, dem nächsten Ort am Nil brauchten. Anfang Januar 1897 wurde mit dem Bau einer Eisenbahn begonnen, die im Oktober dieses Jahres Abu Hamad erreicht hatte und der Armee Kitcheners im April 1898 den Sieg in der Schlacht am Atbara ermöglichte. Die Bahnlinie verlor nach dem Feldzug ihren wirtschaftlichen Nutzen und wurde 1905 aufgegeben.
Der Transportweg auf dem Wasser zwischen den beiden Katarakten blieb auch nach 1884 die gängige Verbindung nach Norden, als die ägyptische Eisenbahn bis Shellal südlich von Assuan am 1. Katarakt fertiggestellt war. Die Wüste, die der Nil hier auf rund 280 Kilometer durchfließt, ist durchzogen von quer verlaufenden Tälern und Hügelketten aus Granitfelsen, was der Fortsetzung der Bahnlinie entgegenstand.

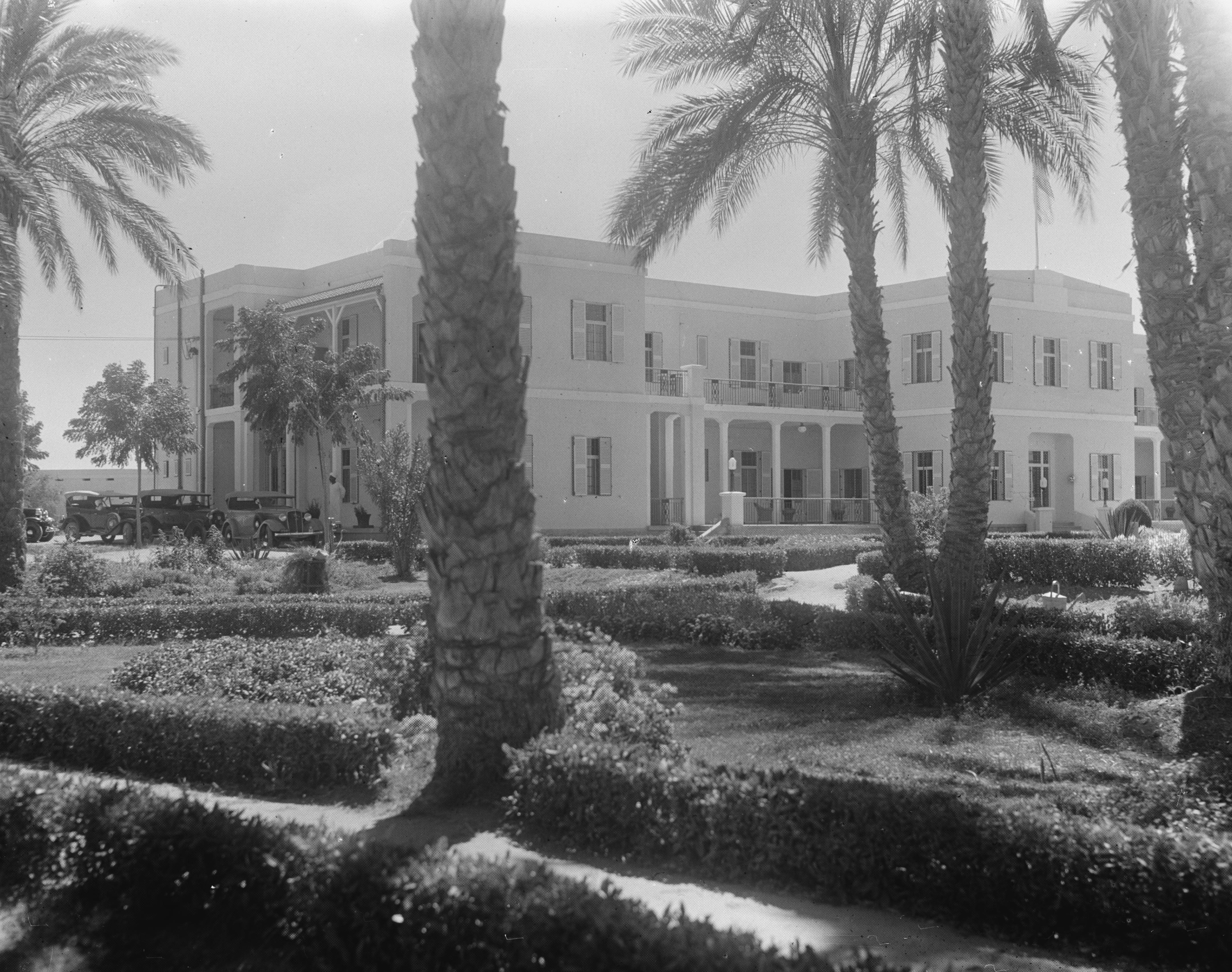
R.R. Hotel (Railroad Hotel) der heute überfluteten Stadt. Blick vom Garten am Nilufer, 1936

Wadi Halfa bestand um 1900 aus der alten Ortschaft und fünf Kilometer nördlich davon dem Militärlager mit Unterkünften, Offiziersquartieren und der Bahnstation. Entlang des Nilufers waren in der Umgebung des Verwaltungssitzes und des Railroad Hotels gepflegte Parks angelegt. Ein neues ziviles Wohnviertel (britisches Cantonment) befand sich in einiger Entfernung, und am gegenüberliegenden westlichen Nilufer waren die Ruinen des altägyptischen Buhen zu sehen. 1907 besaß die Stadt 3000 Einwohner. Das Dampfschiff benötigte um diese Zeit zwei oder vier Tage von Assuan, je nachdem, ob es nachts ankerte und an mehreren Orten Halt machte oder durchfuhr. Die Züge waren sowohl auf ägyptischem, als auch auf sudanesischem Gebiet mit Speisewagen und komfortablen Abteilen, die elektrische Ventilatoren hatten, ausgestattet. Die Fahrzeit nach Khartum wurde mit 27 Stunden angegeben.
Während des Zweiten Weltkrieges flog die britische Luftwaffe von Wadi Halfa aus Einsätze. Das Flugfeld diente für Zwischenlandungen auf der Strecke von Kairo nach Aden oder nach Nairobi. Von 1935 bis 1953 wurde Wadi Halfa von sechs britischen Beamten (district commissioner) verwaltet. Im August 1953 wurde die Verwaltung erstmals einem Sudanesen übergeben.
1959 wurde in einer Vereinbarung zwischen den betroffenen Ländern (Nile Water Agreement) Ägypten der Bau des Assuan-Hochdamms erlaubt. Wegen der Flutung, die schon vor Fertigstellung des Damms begann, mussten 1964 auf sudanesischer Seite 50.000 Menschen im Wadi-Halfa-Distrikt umgesiedelt werden. 40.000 der hier lebenden Nubier wurden in das durch den Khashm el-Girba-Damm bewässerte landwirtschaftliche Projekt von New Halfa in der Butana-Steppe umgesiedelt. Die Stadt Wadi Halfa hatte zu diesem Zeitpunkt rund 20.000 Einwohner und besaß eine gepflegte Nilpromenade, breite Alleen und einige schöne mehrstöckige Häuser aus der Kolonialzeit. Die übrigen Wohngebäude waren im nubischen Stil aus Lehm errichtet, die Wände waren mit Malereien verziert. In der Umgebung gab es Dattelpalmenwälder und bewässerte Felder.
An eine Umsiedlung innerhalb der Region war anfangs nicht gedacht. Eine Minderheit der früheren Einwohner der Stadt weigerte sich, in das New Halfa Projekt umzuziehen und verblieb in provisorischen Unterkünften in der Nähe. Die Militärregierung unter General Ibrahim Abbud (bis 1964) versuchte die Bevölkerung zum Umzug zu bewegen, indem alle Dienstleistungen des Staates eingestellt und die Schiffs- und Bahnverbindung unterbrochen wurde. Die verbliebenen Einwohner waren gezwungen, die notwendige Infrastruktur und die Versorgung mit Lebensmitteln selbst zu organisieren.

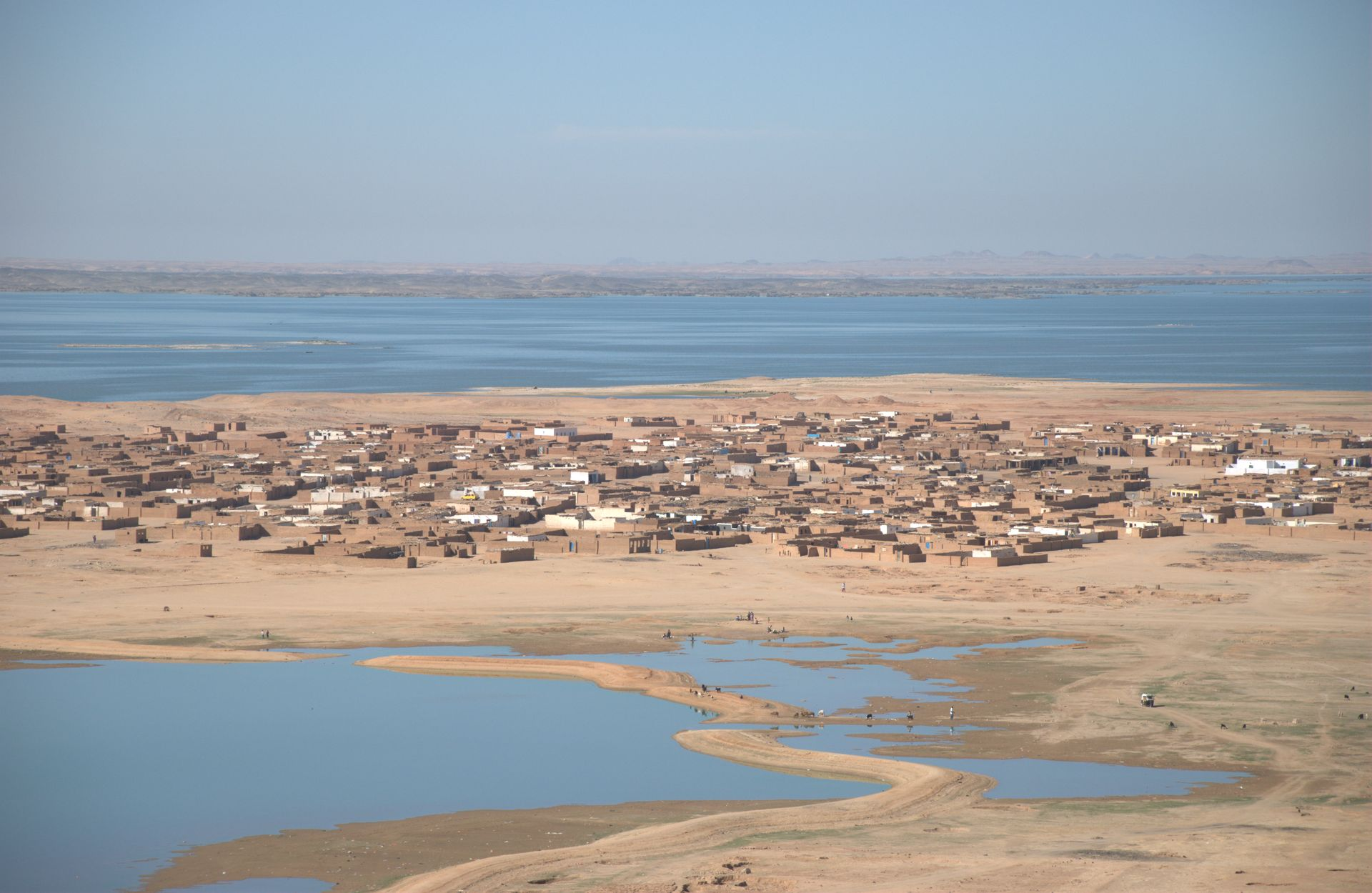
Wohnviertel für Flüchtlinge aus dem Südsudan, ein Kilometer westlich vom Stadtzentrum

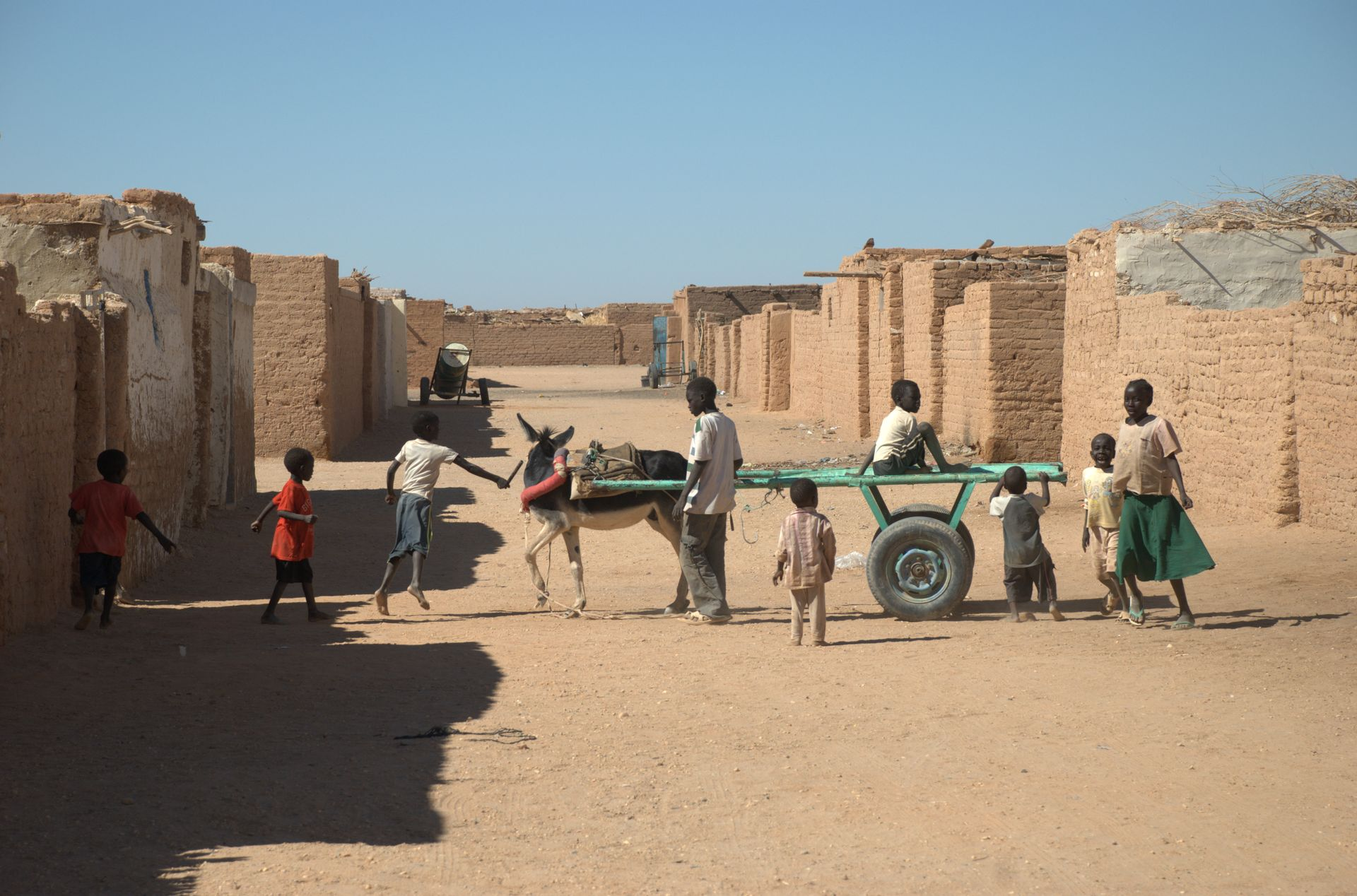
Selbes Wohnviertel. Einziger Arbeitgeber ist der Hafen. Es gibt ein Parteibüro der SPLM

Erst nachdem der Stausee um 1970 bis zur maximalen Höhe gefüllt war, konnte sich die neue Siedlung in einigen 100 Metern vom Ufer langsam entwickeln. Es entstanden ein weitläufiges Wohnviertel und ein kleiner Markt aus einfachen Buden in der Nähe des Bahnhofs. Durch die sich Anfang der 1970er Jahre verbessernden Wirtschaftsbeziehungen zwischen Ägypten und dem Sudan gewann Wadi Halfa wieder eine gewisse Bedeutung als Hafen, Umschlagplatz für Waren und als einziger Grenzübergang nach Ägypten. Mit chinesischer Unterstützung wurden eine staatliche Eisfabrik und ein Kühllager für Fische gebaut. 35 Fischerboote mit 2 Tonnen Ladevermögen wurden angeschafft. Ab 1973 wurde auch von Privatunternehmen Fischfang betrieben. Fische gelangten getrocknet und gekühlt (unter relativ hohen Verlusten) rund 1000 Kilometer weit bis nach Khartum. Die letzten Zahlen von 1979 nennen eine Fangquote von 500 Tonnen pro Jahr, die damit weit hinter den Erwartungen zurückblieb.
Die wirtschaftliche Situation Wadi Halfas verschlechterte sich ab Mitte der 1980er Jahre parallel zu den politischen Beziehungen zum nördlichen Nachbarland. Durch die Hinwendung zu einer islamischen Politik brachte Präsident Numairi den Sudan in die Isolation, die Beteiligung der National Islamic Front (NIF) unter Hasan at-Turabi 1989 brachte den Transithandel mit Ägypten vollends zum Stillstand. Händler zogen weg, die Hotels wurden geschlossen und die Restaurants waren nur noch am Tag der an- oder abfahrenden Eisenbahn geöffnet. Die Stadt war perspektivlos und machte auf Reisende einen trostlosen Eindruck. Seit dem wirtschaftlichen Aufschwung des Sudan durch den Erdölexport ab 1999 und vermehrt seit einer gewissen politischen Liberalisierung 2005 ist das Interesse an Handelsbeziehungen mit Ägypten und am Grenzort Wadi Halfa gewachsen.

## Stadtbild
Das in der Nubischen Wüste gelegene Wadi Halfa ist von festen Sandebenen umgeben, die durch einzelne Hügel und Hügelketten aus Sand und Geröll gegliedert werden. Im Ortszentrum um den Markt werden die bisherigen flachen Lehmhäuser durch zweistöckige Gebäude in Beton-Ziegel-Konstruktion ersetzt. Durch die Bautätigkeit entsteht ein kompaktes Geschäftsviertel, das von asphaltierten Hauptstraßen und Inselbergen umgeben ist. Hier befinden sich einige einfache Hotels und die Einwanderungsbehörde. Zwei Kilometer nordwestlich liegt der Hafen, der ebenso wenig wie der auf halber Strecke dazwischen liegende Bahnhof über Kranverladeeinrichtungen verfügt. Ebenfalls nordwestlich liegt direkt am Seeufer ein Stadtteil für aus dem Südsudan zugewanderte Schwarzafrikaner, die zumeist als einfache Arbeitskräfte im Hafen beschäftigt sind.
Vom Geschäftsviertel dehnt sich die Stadt etwa fünf Kilometer ostwärts in die andere Richtung entlang der Straße nach Abri aus. Auf halbem Weg erstreckt sich hier ein Wohnviertel der nubischen Unterschicht und ganz im Osten liegt, durch einen Fußballplatz getrennt, ein gepflegtes Wohnviertel für die Mittelschicht. Die Häuser liegen hier innerhalb von großen Höfen hinter hohen Mauern. In den Oasengärten gedeihen Mangobäume und Dattelpalmen. Teilweise wurden auch in den breiten Straßen Bauminseln gepflanzt, die täglich bewässert werden müssen. Weitere einfache Wohnviertel aus Häusern mit unverputzten Lehmziegeln dehnen sich jenseits der Straße zwischen Wüstenbergen nach Nordosten aus.

## Bevölkerung
Für Wadi Halfa werden 10.658 Einwohner (Berechnung 2012) angegeben.
| Jahr              | Einwohner |
| ----------------- | --------- |
| 1973 (Zensus)     | 5.701     |
| 1983 (Zensus)     | 7.973     |
| 2012 (Berechnung) | 10.658    |

Zur ursprünglichen nubischen Bevölkerung haben sich eine größere Zahl Flüchtlinge aus dem Südsudan und den angrenzenden Ländern angesiedelt. Einige Ägypter arbeiten als Händler im Markt.

## Wirtschaft

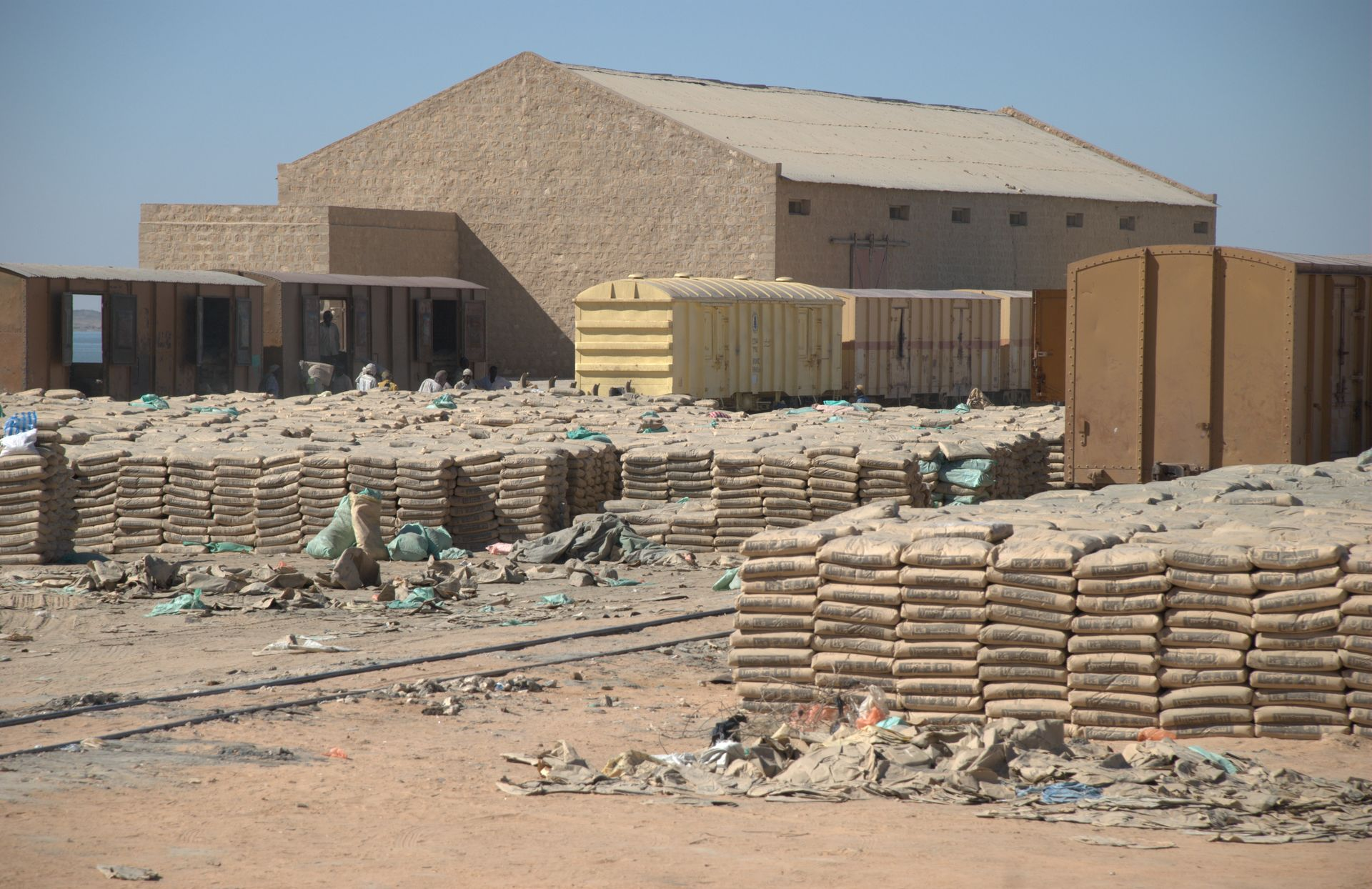
Zementverladung am Bahnhof. Die Säcke aus Ägypten werden mit Klein-LKW einen Kilometer vom Hafen hierher transportiert, von Hand ab- und in Bahnwaggons geladen.

Das staatliche und von China finanzierte Fischfangprojekt scheiterte an der zu geringen Fangquote, den zu hohen Energiekosten und der mangelnden Einsatzbereitschaft der Fischfang nicht gewohnten Bevölkerung. Wadi Halfa liegt im trockensten Teil der Nubischen Wüste. Regen fällt oft mehrere Jahre nicht, für den einzigen Regenmonat August werden im Mehrjahresdurchschnitt 0,5 Millimeter angegeben. Die ehemaligen intensiv bewirtschafteten Felder am Nilufer wurden durch Kanäle mit Nilwasser versorgt. Dieses Land ist vom Stausee überschwemmt worden. Landwirtschaft wurde bisher nur in kleinen Hausgärten wieder aufgenommen, obwohl die Wasserversorgung mit Grundwasser in Seenähe gesichert wäre. Den reinen Sandböden fehlt der fruchtbare Nilschlamm. Auf dem Markt ist wenig eigen angebautes Gemüse und Obst erhältlich, das meiste wird aus den Gegenden um Abu Hamad und Abri bezogen.
Wadi Halfa lebt von der Güterverladung von Frachtschiffen auf die Bahn und von der wöchentlichen Personenfähre mit Anschluss an den Zug nach Khartum, der wie vor 100 Jahren zwei Tage für diese Strecke braucht. Die beiden Straßen Richtung Atbara und Dongola sind seit 2009 durchgängig asphaltiert. Ein weiterer wirtschaftlicher Aufschwung der abgelegenen Stadt scheint sicher; bereits länger bestehende Pläne für eine Straßenverbindung nach Ägypten und den damit erhofften Warenhandel scheitern bislang am politischen Willen der beiden Länder.

## Klimatabelle
|                       | Jan  | Feb  | Mär  | Apr  | Mai  | Jun  | Jul  | Aug  | Sep  | Okt  | Nov  | Dez  |   |      |
| Mittl. Tagesmax. (°C) | 23,3 | 25,7 | 30,5 | 36,1 | 39,6 | 41,1 | 40,7 | 40,1 | 39,2 | 36,1 | 29,2 | 24,8 | ⌀ | 33,9 |
| Mittl. Tagesmin. (°C) | 9,5  | 10,5 | 14,6 | 19,4 | 23,3 | 25,0 | 24,9 | 24,9 | 24,4 | 21,5 | 15,7 | 11,3 | ⌀ | 18,8 |
|                       |      |      |      |      |      |      |      |      |      |      |      |      |   |      |
| Niederschlag (mm)     | 0    | 0    | 0    | 0    | 0    | 0    | 0    | 0    | 0    | 0    | 0    | 0    | Σ | 0    |
|                       |      |      |      |      |      |      |      |      |      |      |      |      |   |      |
| Sonnenstunden (h/d)   | 9,8  | 9,9  | 9,8  | 10,1 | 10,5 | 10,8 | 10,7 | 10,4 | 9,6  | 10,0 | 10,1 | 9,5  | ⌀ | 10,1 |
|                       |      |      |      |      |      |      |      |      |      |      |      |      |   |      |
| Luftfeuchtigkeit (%)  | 41   | 33   | 26   | 21   | 20   | 20   | 23   | 26   | 25   | 28   | 37   | 43   | ⌀ | 28,6 |

| 9,5 |

| 10,5 |

| 14,6 |

| 19,4 |

| 23,3 |

| 25,0 |

| 24,9 |

| 24,9 |

| 24,4 |

| 21,5 |

| 15,7 |

| 11,3 |

| 9,5 |

| 10,5 |

| 14,6 |

| 19,4 |

| 23,3 |

| 25,0 |

| 24,9 |

| 24,9 |

| 24,4 |

| 21,5 |

| 15,7 |

| 11,3 |